# Hillary Diaz
Hillary Gnoko Diaz (Saint-Herblain, 24 luglio 2004) è una calciatrice francese, difensore del Fleury in prestito dall'Inter.

## Biografia
Nata da genitori di origini ivoriane, ha un fratello Michel Junior, anch'esso calciatore.

## Caratteristiche tecniche
Può essere utilizzata come difensore centrale o centrocampista.

## Carriera

### Club
Nata a Saint-Herblain, nella Francia occidentale, a otto anni, nel 2012, è entrata nelle giovanili del Nantes, rimanendovi per un decennio, fino al 2022. Ha esordito in prima squadra, allora in Division 2, seconda serie francese, nel 2019, a 15 anni, collezionando un totale di 15 presenze con anche cinque reti realizzate tra 2019 e 2022 tra D2 e Coppa di Francia e arrivando una volta quarta e una seconda in campionato (nel 2020-2021 le competizioni furono sospese per la pandemia di COVID-19), spingendosi anche fino alle semifinali della coppa nazionale nella sua ultima stagione, eliminata dall'Yzeure.
Nell'estate 2022 è passata al Bordeaux, in Division 1. Ha fatto il suo debutto nella massima serie francese il 17 settembre, alla seconda giornata di campionato, entrando all'intervallo della sfida pareggiata per 1-1 in trasferta contro il Digione. Nella stagione successiva, il 10 febbraio 2024, ha segnato il suo primo e unico gol con le Girondine, realizzando la rete dell'1-0 al 16' nella gara poi persa per 6-2 in casa contro il Paris FC nel 15º turno di Division 1. Ha terminato il biennio a Bordeaux con 40 gare giocate e un gol segnato, chiudendo settima e 11ª in campionato, retrocedendo nel secondo caso in Seconde Ligue, alla quale però la società, in crisi finanziaria, non ha iscritto la squadra.
A inizio settembre 2024 si è trasferita per la prima volta in carriera all'estero, in Italia, firmando con l'Inter, in Serie A. Ha fatto il suo esordio in nerazzurro il 20 ottobre, titolare nel pareggio interno per 0-0 contro la Juventus alla settima di campionato.
Dopo due sole presenze totali in nerazzurro, a inizio gennaio 2025 è tornata in Francia, passando in prestito al Fleury, in Première Ligue

### Nazionale
Ha fatto il suo esordio nelle selezioni giovanili francesi nel 2020, con l'Under 16, disputando tre amichevoli in quello stesso anno, realizzando anche una rete.
Tra il 2021 e il 2023 è stata invece in Under 19, giocando sette volte, una in gara ufficiale, nella fase a gironi dell'Europeo di categoria di Belgio 2023, nel successo per 2-0 sulla Spagna, poi vincitrice del torneo, con le francesi eliminate in semifinale dalla Germania ai tempi supplementari, ma comunque qualificate al Mondiale Under 20 di Colombia 2024.
Nel 2022 è entrata in Under 20, dove giocherà poi tutte e quattro le gare delle francesi nel Mondiale di categoria 2024 in Colombia, dove ha segnato anche un gol, quello del 3-2 al 67' nel pareggio per 3-3 alla prima giornata contro il Canada. La Francia uscirà poi agli ottavi di finale, ancora una volta ai supplementari, stavolta con i Paesi Bassi.
Dopo l'esordio con l'Under 23 nel 2023, nello stesso anno ha anche debuttato in nazionale maggiore, il 5 dicembre, subentrando a Julie Dufour nel recupero, al 90+5', della vittoria per 1-0 in trasferta a Leiria contro il Portogallo nella fase a gironi di Women's Nations League.

## Statistiche

### Presenze e reti nei club
Statistiche aggiornate al 27 aprile 2025.
| Stagione        | Squadra         | Campionato      | Campionato | Campionato | Coppe nazionali | Coppe nazionali | Coppe nazionali | Coppe continentali | Coppe continentali | Coppe continentali | Altre coppe | Altre coppe | Altre coppe | Totale | Totale |
| Stagione        | Squadra         | Comp            | Pres       | Reti       | Comp            | Pres            | Reti            | Comp               | Pres               | Reti               | Comp        | Pres        | Reti        | Pres   | Reti   |
| --------------- | --------------- | --------------- | ---------- | ---------- | --------------- | --------------- | --------------- | ------------------ | ------------------ | ------------------ | ----------- | ----------- | ----------- | ------ | ------ |
| 2019-2020       | Nantes          | D2              | 6          | 1          | CF              | 0               | 0               | -                  | -                  | -                  | -           | -           | -           | 6      | 1      |
| 2020-2021       | Nantes          | D2              | 0          | 0          | CF              | 0               | 0               | -                  | -                  | -                  | -           | -           | -           | 0      | 0      |
| 2021-2022       | Nantes          | D2              | 5          | 1          | CF              | 4               | 3               | -                  | -                  | -                  | -           | -           | -           | 9      | 4      |
| Totale Nantes   | Totale Nantes   | Totale Nantes   | 11         | 2          | -               | 4               | 3               | -                  | -                  | -                  | -           | -           | -           | 15     | 5      |
| 2022-2023       | Bordeaux        | D1              | 17         | 0          | CF              | 3               | 0               | -                  | -                  | -                  | -           | -           | -           | 20     | 0      |
| 2023-2024       | Bordeaux        | D1              | 19         | 1          | CF              | 1               | 0               | -                  | -                  | -                  | -           | -           | -           | 20     | 1      |
| Totale Bordeaux | Totale Bordeaux | Totale Bordeaux | 36         | 1          | -               | 4               | 0               | -                  | -                  | -                  | -           | -           | -           | 40     | 1      |
| 2024-gen. 2025  | Inter           | A               | 1          | 0          | CI              | 1               | 0               | -                  | -                  | -                  | -           | -           | -           | 2      | 0      |
| gen.-giu. 2025  | Fleury          | PL              | 9          | 0          | CF              | 0               | 0               | -                  | -                  | -                  | -           | -           | -           | 9      | 0      |
| Totale carriera | Totale carriera | Totale carriera | 57         | 3          | -               | 9               | 3               | -                  | -                  | -                  | -           | -           | -           | 66     | 6      |

### Cronologia presenze e reti in nazionale
| Cronologia completa delle presenze e delle reti in nazionale ― Francia | Cronologia completa delle presenze e delle reti in nazionale ― Francia | Cronologia completa delle presenze e delle reti in nazionale ― Francia | Cronologia completa delle presenze e delle reti in nazionale ― Francia | Cronologia completa delle presenze e delle reti in nazionale ― Francia | Cronologia completa delle presenze e delle reti in nazionale ― Francia | Cronologia completa delle presenze e delle reti in nazionale ― Francia | Cronologia completa delle presenze e delle reti in nazionale ― Francia |
| Data                                                                   | Città                                                                  | In casa                                                                | Risultato                                                              | Ospiti                                                                 | Competizione                                                           | Reti                                                                   | Note                                                                   |
| ---------------------------------------------------------------------- | ---------------------------------------------------------------------- | ---------------------------------------------------------------------- | ---------------------------------------------------------------------- | ---------------------------------------------------------------------- | ---------------------------------------------------------------------- | ---------------------------------------------------------------------- | ---------------------------------------------------------------------- |
| 5-12-2023                                                              | Leiria                                                                 | Portogallo                                                             | 0 – 1                                                                  | Francia                                                                | UEFA Women's Nations League 2023-2024 - 1º turno                       | -                                                                      | 90+5’                                                                  |
| Totale                                                                 |                                                                        | Presenze                                                               | 1                                                                      |                                                                        | Reti                                                                   | 0                                                                      |                                                                        |